# Elefanten im Garten
Der Roman Elefanten im Garten von Meral Kureyshi erschien im August 2015. Das Buch befasst sich mit Migration, Integration und Minderheiten in der heutigen Zeit. Das Debütbuch von Kureyshi wurde zum Schweizer Buchpreis nominiert, erhielt die literarische Auszeichnung der Stadt Bern und gewann 2016 den Literaturpreis des Kantons Bern.

## Inhalt

### Handlung
Die Ich-Erzählerin erzählt von ihrer Migration in die Schweiz sowie ihrem Leben davor in Prizren.
Oft springt die Erzählerin in der Zeit hin und her, verknüpft wird das durch Gedanken und Assoziationen der Figur.
Die Protagonistin spricht immer wieder zu einem “Du”, das sich bald als der verstorbene Vater der Ich-Erzählerin entpuppt. Im Laufe des Buches wird immer deutlicher, dass sie eine sehr enge Bindung zu ihrem Vater hatte und ihn stark vermisst.
Wie schon erwähnt, springt die Ich-Erzählerin oft in der Zeit. So erzählt sie zum Beispiel auch, wie ihr Leben früher, in ihrer alten Heimat Prizren, die sie wegen Krieg und mit der Hoffnung auf ein besseres Leben in der Schweiz, verlassen mussten. Die Ich-Erzählerin erzählt von ihren Kindheitserinnerungen aus Prizren, von ihrem Dede und Babaanne, ihrem Onkel und ihren Nachbarn und deren Kinder, mit denen sie immer gespielt hatte. Sie berichtet kurze Erinnerung, die sie detailliert erläutert und erzählt.
Auch erzählt sie oft, von ihren Erinnerungen an die verschiedenen Flüchtlingsheime, in denen sie untergebracht wurden. Sie erzählt von ihrer Schulzeit, wie sie sich nie ganz wohlgefühlt hat, unter all den anderen Schüler(innen). Sie erzählt von ihrer «besten Freundin» Sarah, und wie diese sie behandelt hat.
Doch hin und wieder berichtet die Ich-Erzählerin auch von ihrem jetzigen Alltag. Sie schreibt, wie sie sich um ihre blinde Mutter kümmert, und wie unselbständig und einsam ihre Mutter ist. Immer wieder schreibt sie, dass die Mutter «Dich», also den Vater vermisst und seit «Du» gegangen bist, nicht mehr versucht sich zu integrieren. Ihr fällt es schwer, ihre Mutter so zu sehen. Von den Geschwistern der Ich-Erzählerin erfährt man, dass sich beide, ihr Bruder sowie Schwester, gut in die Schweiz integriert haben. Sie kümmern sich nicht so viel um die Mutter, wie es der Ich-Erzählerin lieb wäre, was zu Spannungen zwischen ihnen führt. Aber sie, fühlt sich nirgends wirklich dazugehörig. In ihrer Heimat Prizren, ist sie die Schweizerin und in der Schweiz, ist sie die aus Prizren.
„In der Schweiz ist man glücklich. Sagt meine Familie in Prizren.
Ich wurde aus meinem Leben genommen. Ich wurde in ein anderes Leben fallen gelassen.“
Auch erzählt die Ich-Erzählerin, dass sie heute in Bern lebt und studiert. Sie ist noch auf der Suche nach ihrer Identität.

### Ort
Die Erzählerin denkt häufig in ihrer jetzigen Wohnung in Bümpliz an ihre Kindheit zurück. Bümpliz ist ein kleines Quartier im Westen von Bern. Es liegt am Stadtrand. Von dort aus erzählt sie Geschichten über ihre Zeit im Luftschutzbunker, in dem sie zusammen mit 7 anderen Familien gelebt hat. Sie teilte sich mit allen anderen Familienmitgliedern ein einziges Bett. Privatsphäre war dort nur bedingt anzutreffen. Sehr oft gehen ihre Erzählungen auch auf ihrem Heimatsort Kosovo zurück, wo sie aufgewachsen ist, bevor sie in die Schweiz zog. In ihren Ferien besuchte sie häufig ihre Verwandten in Prizren, eine Stadt südlich von Kosovo.

### Figuren

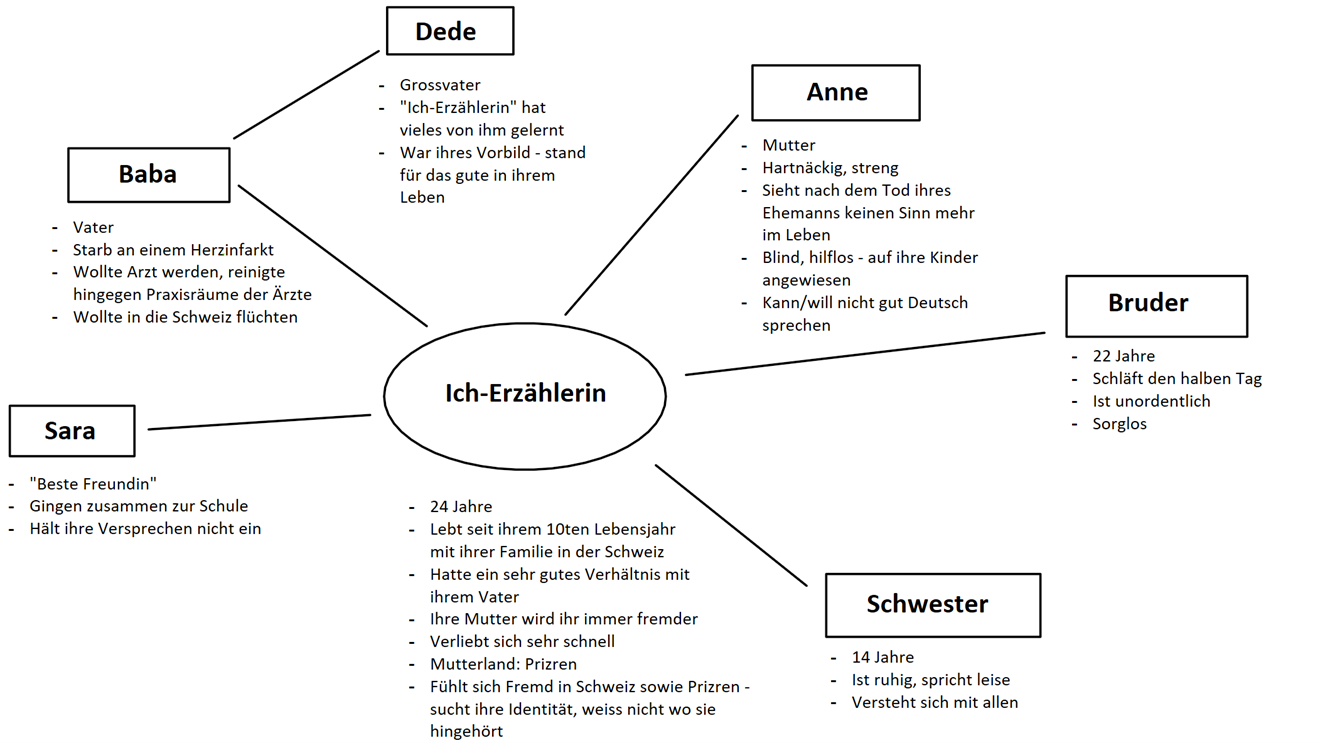
Abbildung 1: Figurenkonstellation

## Form

### Erzähltechnik und Sprache
Der Roman wird aus einer personalen Ich-Perspektive der jungen Frau geschrieben. Deshalb ist die Syntax nicht komplex und ihre Sprache auch nicht gehoben. Sie spricht in einer Jugendsprache und man kann sich dadurch gut mit ihr identifizieren. Dies ist sicherlich auch ihre Absicht. Dadurch, dass sie in einem perfekten Deutsch schreibt, kann man auch nicht auf den ersten Blick erkennen, dass sie nicht in der Schweiz aufgewachsen ist und ihre Muttersprache eigentlich türkisch ist. Auffällig sind ausserdem die Bezeichnungen ihrer Familienmitglieder, welche sie verwendet. Sie sind auf Türkisch, obwohl sie aus dem Kosovo kommt und man somit eigentlich erwarten würde, dass sie albanische Bezeichnungen verwendet. Diese und auch die Frage, wieso türkisch ihre Muttersprache ist, lässt sich damit begründen, dass sie aus der Minderheit im ehemaligen Jugoslawien kommt, wo man türkisch spricht und nicht albanisch.

### Gattung und Aufbau
"Elefanten im Garten" von Meral Kureyshi ist ein Roman mit autobiographischen Merkmalen. Die Erzählfigur passt sich dem Leben der Autorin an, indem lückenhafte  Erinnerungen aus der Kindheit mit Phantasien ergänzt werden. Die Erzählung ist nicht wie üblich für Romane in Kapitel unterteilt, sondern in Abschnitte, welche jeweils eine isolierte Handlung beschreiben. Einen spezifischen Zusammenhang kann man zwischen den Abschnitten nicht erkennen. Grundsätzlich wirft sich die Verfasserin im Laufe der Geschichte immer weiter in die Vergangenheit. Angefangen mit dem Tod ihres Vaters spricht sie immer mehr über ihre Kindheit und ihre muslimische Erziehung. Die Länge der Abschnitte variiert von mehreren Seiten bis zu bloss mehreren Zeilen. Zeitsprünge gibt es ausschliesslich dann, wenn sich die Erzählerin in einem gewissen Ort zu einer gewissen Zeit aufhält, beispielsweise in den Ferien in ihrer Heimatstadt Prizren bei ihrer Familie. Die Geschichte weist auch keine aufbauende Struktur auf, d. h., es erzählt willkürlich und enthält keine Klimax, da jeder Abschnitt für sich einen Höhepunkt oder Besonderheit in ihrem Leben darstellt.

## Rezeption und Auszeichnungen

### Rezeptionen
Die Seite Perlentaucher berichtet, dass die Leser und Leserinnen des Buches „Elefanten im Garten“ es als äusserst gelungen bezeichnen. Der autobiografisch geprägte Roman hat einen sehr einfühlsamen, eindrücklichen und zuweilen auch sehr humorvollen Ton. Ebenfalls gesagt wurde, dass es einen guten Mittelweg zwischen einer zurückgenommenen Sprache und üppig-poetischer Erzählkunst hat.
Der Limmatvertrag schreibt, dass das Buch ein wunderbarer Roman über ein von der Migration geprägtes Leben, über Herkunft und Entfremdung, Verlust und Beharren, aber auch über Neubeginn und Rettung ist.

### Auszeichnungen
Mit ihrem Roman „Elefanten im Garten“ gewann Meral Kureyshi den Literaturpreis des Kantons Bern. Zudem erhielt sie die Literarische Auszeichnung der Stadt Bern. Ihr Roman wurde für den Schweizer Buchpreis nominiert und in viele Sprachen übersetzt. Sie erlangte ausserdem das Stipendium „Weiterschreiben“ der Stadt Bern.